# 고무타 요스케
고무타 요스케(일본어: 小牟田 洋佑, 1992년 7월 18일 ~ )는 일본의 축구 선수이다.

## 구단 경력
그는 2015년부터 2019년까지 J리그의 더스파구사쓰 군마, 후쿠시마 유나이티드 FC에서 활동하였다.